# پل کیهیل (بازیکن فوتبال اهل انگلستان)
پل کیهیل (انگلیسی: Paul Cahill; ۲۹ سپتامبر ۱۹۵۵ – ۶ ژوئن ۲۰۲۱) بازیکن فوتبال اهل بریتانیا بود.
از باشگاه‌هایی که در آن بازی کرده‌است می‌توان به باشگاه فوتبال استوک‌پورت کانتی، باشگاه فوتبال پورتسموث، باشگاه فوتبال کاونتری سیتی، و باشگاه فوتبال ترانمره راورز اشاره کرد.